# Киев-6 (троллейбус)
«Киев-6» — советский троллейбус, выпускавшийся с 1966 по 1973 год Киевским заводом электротранспорта. За время производства выпущено 336 экземпляров этого троллейбуса. «Киев-6» был крупнее своих предшественников «Киев-4» и «Киев-2». В этом троллейбусе было применено несколько технических новаций — например, один троллейбус экспериментально оборудовался тиристорно-импульсной системой управления.
Троллейбус «Киев-6» был первым серийным трёхдверным троллейбусом в Советском союзе (до него, впрочем, был трёхдверный ЗиУ-5, однако его выпустили в единичном экземпляре в начале 1960-х — он, вероятно, работал в Саратове).
Также в противоположность своим предшественникам «Киев-6» получился намного качественнее и удачнее, именно поэтому троллейбусы такой модели служили значительно дольше, чем «Киев-2» и «Киев-4».

## История
Киевский завод электротранспорта ещё в конце 1950-х годов по чертежам СВАРЗ строил троллейбусы «СВАРЗ- ТБЭС», работавшие в нескольких городах УССР, однако позже руководство завода решило разработать собственную модель, причём принципиально новую. Сначала в 1960 году выпущен экспериментальный «Киев-1», однако из-за большого переднего свеса он в серию не пошёл. Позже на базе МТБЭС был разработан троллейбус модели «Киев-2» средней вместимости с рамной основой и клёпаным кузовом. «Киев-2» выпускался до 1964 года, и на конвейере его сменила модернизированная модель «Киев-4» со сварным кузовом и лобовым стеклом из двух частей (в «Киев-2» их было 4, как на МТБЭС). Однако все эти машины были небольших размеров (10,33 метра) и имели среднюю вместимость с очень посредственным качеством, поэтому ещё в 1965 году на заводе началась разработка принципиально новой модели троллейбуса. Новый троллейбус получил бо́льшую площадь остекления, лучший и просторный салон и мог вмещать около 120 пассажиров (что было почти вдвое больше, чем могли вместить его предшественники).
В 1966 году был построен первый опытный образец, получивший название «Киев-6». Машина имела три двери  — «Киев-6» стал первым серийным троллейбусом в СССР с трёхдверным кузовом. Троллейбус был снабжён мостами МАЗ-500 и планетарным редуктором МАЗ-503. На троллейбусе применили автоматическую реостатно-контакторную систему управления (электрооборудование взяли от ЗиУ-5), а также пневмоусилитель руля, что значительно облегчало работу водителя. В «Киев-2» и «Киев-4» усилителя руля не было, поэтому управлять этими троллейбусами было труднее. Также на К-6 установили мощный двигатель — в результате по динамике «Киев-6» получился лучше, чем его предшественники.
В течение двух лет модель совершенствовали, и первый экземпляр выехал на улицы Киева на испытание 11 марта 1968 года по троллейбусному маршруту № 6. Позже он стал основой для серийной модели троллейбуса, которая имела улучшенный дизайн и получила название «Киев-6А». Как и другие троллейбусы марки «Киев», «Киев-6» получил традиционное прозвище «Киевлянка», что было характерным в то время, и даже сейчас машины «Киев-12», выпущенные на авиационном заводе «Авиант» с дюралюминиевым кузовом, имеют прозвище «Киевлянка».
Кроме улучшенного дизайна, с 1969 года машины стали комплектовать венгерскими мостами Raba — впервые за время производства троллейбусов марки «Киев». Машины «Киев-6» в 1969 году окончательно заменили на конвейере модель «Киев-4». «Киев-6» имел неплохие перспективы, более того, в середине 1960-х годов начались разработки тиристорно-импульсной системы управления тяговым двигателем. За базу была взята схема немецкой фирмы ABB, которую в течение нескольких лет значительно улучшили и модернизировали. В 1968 году тиристорно-импульсную СУ экспериментально поставили на Škoda 9Tr, и испытания показали, что эта электроника вполне дееспособна. В 1969 году ТИСУ оборудовали серийный «Киев-6» — эта модификация получила название «Киев-6т».
ТИСУ, в отличие от РКСУ, обеспечивала бесступенчатую смену силы тока, проходящей через обмотки тягового электродвигателя — следовательно, предоставляла возможность плавного разгона и торможения троллейбуса. «Киев-6» с тиристорно-импульсной системой управления выехал на улицы Киева 17 апреля 1972 года. Однако из-за недостаточного финансирования и обеспечения проект оборудования ТИСУ скоро закрыли, а в 1973 году и сама модель была снята с производства, поскольку во все города СССР поступали чешские Škoda 9Tr и российские ЗиУ в достаточных количествах.
Киевский завод электротранспорта решил разработать ещё одну модель под названием «Киев-7», однако эти работы не были успешными, и занялся выпуском погрузочно-технических троллейбусов под маркой «КТГ» с открытым и закрытым вариантами кузова и дополнительным карбюраторным двигателем внутреннего сгорания, возможно, модели ЗИЛ-157. Эти машины работали в качестве буксиров, перевозили товары по городам (а в условиях Крыма - и между городами).
«Киев-6» стали последними пассажирскими троллейбусами, выпускавшимися КЗЭТ в советский период. Эти машины оказались более качественными и более вместительными по сравнению с К-4, и они работали в больших количествах в Луцке, Макеевке, Кировограде и Чернигове, также единичные экземпляры были в Хмельницком, Черкассах, Полтаве и Житомире; в Киеве же их было всего несколько штук. Хотя машины были неплохими, все же не слишком высокое качество, а также плохая эксплуатация сделали своё: машины начали списывать ещё в конце 1970-х при наличии другого, куда более надёжного подвижного состава. Последние «Киев-6» списаны в середине 1980-х. Из машин сохранялся только один кузов «Киев-6» в троллейбусном депо в Луцке, который использовался в качестве сарая. В январе 2011 года он был утилизирован.

## Описание
«Киев-6» стал первым трёхдверным троллейбусом в Советском Союзе, и первой машиной большой ёмкости, выпускавшейся на Киевском заводе электротранспорта. Машина имела немало преимуществ по сравнению со своими предшественниками, например, в габаритах — длина троллейбуса составляла 11,5 метра. Машина по своим габаритам стала крупнее машин «Киев-4» и «Киев-2», при этом, была значительно увеличена и площадь остекления.
Основой всей конструкции троллейбуса служила рама, которая была главным несущим элементом конструкции «Киев-6», на ней крепились все необходимые узлы и агрегаты. Каркас троллейбуса выполнялся из стальных труб, а обшивка крыши, боковин, передка и задка выполнялась из стальных листов. В целом конструкция троллейбуса вышла прочной и была лучше конструкции своих предшественников. По сравнению с «Киев-4», дизайн нового троллейбуса существенно улучшился.
Кроме заметного увеличения площади остекления, значительно увеличилось лобовое стекло «Киев-6», оно состояло из двух половинок и было панорамным, что обеспечивало водителю хороший уровень обзора. Светотехника, кроме 2 обычных фар и указателей поворота над ними, включала в себя ещё и противотуманные фары жёлтого цвета. В «Киев-6» остался маленький «скворечник», который показывал только номер маршрута, такой же был в «Киев-4». На облучке у троллейбуса красовалась уже обновлённая эмблема КЗЭТ.
Троллейбус «Киев-6» оснащался механической системой штангоулавливания: канаты, привязанные к верхним концам штанг (токоприёмников), предназначенные для съёма штанг, наматывались на два барабана, содержавшиеся внутри двух бобин, которые были прикреплены к задней панели троллейбуса, однако они не всегда применялись, зато канаты привязывались к лестнице или к крюкам, прикреплённым к кузову. Электрооборудование троллейбуса было взято не от давно устаревшего МТБ-82, а от ЗиУ-5: троллейбус получил 110-киловаттный тяговый электродвигатель постоянного тока ДК-207Г1, имевший необходимую для такой машины мощность, и троллейбус оказался достаточно быстрым и динамичным, максимальная скорость, которую мог развить «Киев-6» составляла не менее 65 км/ч. Система управления тяговым двигателем стала автоматической реостатно-контакторной: последовательность коммутации пуско-тормозных реостатов руководствовалась специальным многопозиционным коммутационным аппаратом (групповым реостатным контроллером), а уже не водителем подвижного состава через педаль контроллера, как это было на «Киев-2» и «Киев-4».
Современного электрооборудования на «Киев-6» не стояло, потому что его в Советском союзе тогда ещё просто не было. Однако велись разработки новой электроники на базе схемы ТИСУ немецкой фирмы ABB. Один или несколько троллейбусов «Киев-6» оборудовали ТИСУ (сколько точно, неизвестно, это делалось экспериментально), обеспечивавшая бесступенчатую смену силы тока, проходившей через обмотки ТЭД, и соответственно плавный разгон и торможение. Ведущим мостом у троллейбуса «Киев-6» был задний, крутящий момент, который создавался тяговым электродвигателем, карданной передачей передавался на задние ведущие колёса; ТЭД у троллейбуса размещался под полом салона, а мосты троллейбуса сначала были МАЗ-500, с 1969 года стали относиться венгерские мосты «Raba». Тормозная система была двухступенчатой: сначала вступал в действие электрический тормоз, а затем пневматический. Машины «Киев-6» оборудовались декоративными колёсными колпаками, однако в процессе эксплуатации их просто снимали.
«Киев-6» имел трёхдверный кузов, в салон вели три широкие четырёхстворчатые двери ширмового типа с пневмоприводом. Наличие трёх дверей было более удобным для пассажиров, чем наличие только двух. Салон троллейбуса был достаточно просторным, и светлым за счёт большой площади остекления, в том числе и больших задних стеклопакетов. Сидячих мест у троллейбуса было даже больше, чем нужно — 41 штука. Сиденья имели синтетическую обшивку и устанавливались попарно (они были не диванными, как на «Киев-2», а раздельного типа), поэтому у троллейбуса были четырёхрядные планирования — с каждой стороны по два сиденья, тем не менее, проход между рядами был широкий, задний ряд представлял собой 5 сидений раздельного типа. Единственное, что было неудобным, это отсутствие горизонтальных поручней, были лишь вертикальные. «Киев-6» имел гораздо большую ёмкость, чем его предшественники — он вмещал 120 человек. Для вентиляции в каждом окне была сдвижная форточка, а также и люки на крыше. Также улучшилась система отопления.
Кабины водителя как таковой у троллейбуса не было, была лишь неполная остеклённая перегородка. Место водителя по сравнению с предшественниками несколько изменилось. Например, приборная панель была размещена не под углом, а уже вполне горизонтально. Особого комфорта у водителя не было, однако наличие пневмоусилителя руля значительно облегчало управление. Существенно повысился уровень обзора, поскольку было введено панорамное лобовое стекло. Органы управления были представлены тумблерами, справа от руля размещались манометр и пневмосистемы, спидометр и показатель напряжения. Рычаг ручного тормоза размещался слева от сиденья (оно было практически таким же, как и пассажирские), педали акселератора и тормоза размещались справа и слева от рулевой колонки.